# Monomma subtilecarinatum
Monomma subtilecarinatum es una especie de coleóptero de la familia Monommatidae. Presenta la siguiente subespecie: Monomma subtilecarinatum subtilecarinatum.

## Distribución geográfica
Habita en Madagascar.